# Czołhynie
Czołhynie (ukr. Чолгині) – wieś na Ukrainie, w rejonie jaworowskim obwodu lwowskiego. Wieś liczy około 1000 mieszkańców.
Wieś Herburtów z nadania Władysława Opolczyka w XIV wieku, położona w powiecie lwowskim ziemi lwowskiej. W II Rzeczypospolitej do 1934 samodzielna gmina jednostkowa. Następnie należała do zbiorowej wiejskiej gminy Bruchnal w powiecie jaworowskim w woj. lwowskim. Po wojnie wieś weszła w struktury administracyjne Związku Radzieckiego.